# Districte de Muanza
El districte de Muanza és un districte de Moçambic, situat a la província de Sofala. Té una superfície de 5.731 kilòmetres quadrats. En 2007 comptava amb una població de 19.195 habitants. Limita al nord amb el districte de Cheringoma, a l'est amb l'oceà Índic, al sud amb el districte de Dondo, al nord-oest amb el districte de Chibabava i a l'oest amb el districte de Gorongosa. Dos terços de l'àrea del districte és ocupada pel Parc Nacional de Gorongosa.

## Divisió administrativa
El districte està dividit en dos postos administrativos (Galinha i Muanza), compostos per les següents localitats:
- Posto Administrativo de Galinha:
  - Galinha
- Posto Administrativo de Muanza:
  - Muanza